# Alfred Eisenstaedt
Alfred Eisenstaedt (Dirschau, 6 dicembre 1898 – Oak Bluffs, 24 agosto 1995) è stato un fotografo e fotoreporter tedesco naturalizzato statunitense.
Era solito usare una macchina fotografica Leica M3 con un obiettivo da 35 mm. È ricordato principalmente per la sua foto dei festeggiamenti in Times Square il giorno della vittoria contro il Giappone (15 agosto 1945).

## Biografia

### Gli inizi
Alfred Eisenstaedt nacque da Joseph, negoziante di successo e Regina Schön; figlio maggiore di una famiglia israelita di Dirschau (oggi Tczew) nella Prussia Occidentale della Germania imperiale (attuale voivodato della Pomerania, Polonia) si trasferirono a Berlino nel 1906, dove Alfred frequentò lo Hohenzollern-Gymnasium nel quartiere di Schöneberg, iniziando a scattare fotografie all’età di 14 anni con una macchina Eastman Kodak Faltkamera Nr. 3.
Durante la prima guerra mondiale Eisenstadt, nel 1916, ancora diciassettenne, fu chiamato alle armi nell’Esercito tedesco con la sua classe di leva di “Kindersoldaten” e, dopo sei mesi di addestramento, fu inviato a combattere nelle Fiandre sul Fronte occidentale come artigliere nel 55º Reggimento di artiglieria da campagna (2. Thüringisches Feld-Artillerie-Regiment Nr. 55), prendendo parte alla battaglia di Arras e a quella di Passchendaele. Raggiunse il grado di Gefreiter (caporale) e rimase gravemente ferito alle gambe e alle ginocchia da una granata di shrapnel sparata dai britannici sulla sua batteria il 12 aprile 1918, durante la battaglia del Lys, nei pressi di Nieppe, unico superstite, ottenne la Croce di Ferro.
Terminata la guerra, mentre lavorava come venditore di cinture e bottoni nel 1920, Eisenstaedt iniziò a scattare fotografie come fotocronista indipendente per il Berliner Tageblatt.

### Fotografo professionista
Eisenstaedt ebbe abbastanza successo da diventare un fotografo a tempo pieno nel 1929. Dopo 4 anni fotografò un incontro fra Adolf Hitler e Benito Mussolini in Italia. Altre famose fotografie di Eisenstaedt agli inizi della sua carriera comprendono un cameriere che fa pattinaggio su ghiaccio a St. Moritz nel 1932 e Joseph Goebbels alla Società delle Nazioni a Ginevra nel 1933. Quest'ultima foto è citata per la sua capacità di cogliere l'attimo dello scatto che rivela la ferocia del Ministro della Propaganda nascosta sotto l'apparenza delle buone maniere.
A causa dell'oppressione tedesca contro gli ebrei, durante la Germania nazista di Hitler, Eisenstaedt emigrò negli Stati Uniti nel 1935 e visse a Jackson Heights nel Queens (New York), per il resto della sua vita. Lavorò come fotografo per la rivista Life dal 1936 al 1972. Nell’arco della sua carriera Eisenstadt ha ricevuto numerosi riconoscimenti e onorificenze, tra cui la Medaglia nazionale per le arti e l'Infinity Master of Photography Award, assegnato dal Centro internazionale di fotografia. Nel 1951 fu nominato "Fotografo dell'anno" dall'Enciclopedia Britannica e dalla Scuola di giornalismo della Università del Missouri. Le sue foto di eventi di cronaca e celebrità, come quella che ritraeva Sophia Loren ed Ernest Hemingway, e quelle che ritraevano Marilyn Monroe, apparvero in oltre 86 copertine della rivista.

### Martha's Vineyard
Eisenstaedt, conosciuto come "Eisie" dai suoi amici, ha trascorso le sue vacanze estive durante il mese di agosto nell'isola di Martha's Vineyard per 50 anni. Durante un breve lavoro nelle Isole Galapagos, Eisenstaedt lasciò le Galapagos prima che il suo lavoro fosse finito in modo da arrivare in tempo per le sue vacanze estive nell'isola. È proprio durante le sue vacanze estive a Vineyard che condusse esperimenti fotografici. "Lavorando con varie lenti, filtri e prismi, ma sempre con luce naturale. Eisenstaedt era affascinato dai fari (nautici) dell'isola di Martha's Vineyard's, e fu il fulcro della raccolta fondi per il "Vineyard Environmental Research Institute (VERI)" (Istituto di ricerca per l'ambiente di Vineyard). Una delle raccolte di fondi è stata intitolata "Eisenstaedt Day" ed è stato un evento internazionale. L'ultima raccolta fondi è stata tenuto nel 1995, ad agosto, nel mese della sua morte nell'isola di Martha's Vineyard.
L'ultima fotografia scattata da Eisenstaedt ritraeva il Presidente Bill Clinton con sua moglie, Hillary, e la figlia, Chelsea, nell'agosto del 1993, alla Granary Gallery nel West Tisbury dell'isola di Martha's Vineyard. Questa foto storica "privata", insieme ad altre, fu scattata in una zona protetta dai servizi segreti americani per oltre un'ora, ed è stata documentata da William E. Marks. Marks, che scattò centinaia di fotografie di Eisenstaedt in ogni possibile situazione e per oltre 10 anni, fotografò anche Eisenstaedt durante la sua famosa fotografia del giorno V-J.
Eisenstaedt morì nel suo letto a mezzanotte, nel "Menemsha Inn cottage" conosciuto anche come "Pilot House".
La sua morte fu scoperta dalla sua sorellastra, Lucille (Lulu) Kaye, e il suo caro amico, nonché editore e autore, William E. Marks. È sepolto nel Cimitero ebraico di Mount Hebron.

## Fotografia

### V–J day a Times Square
La fotografia più famosa di Eisenstaedt (nota anche come V-J day in Times Square, V–Day, etc.) rappresenta un marinaio americano che bacia una giovane donna, il 14 agosto 1945, a Times Square. Poiché Eisenstaedt scattò numerose fotografie durante le celebrazioni del V-J Day, non ebbe la possibilità di dare un nome e di fornire dettagli su questa foto, il che ha portato a una serie di voci incompatibili. Inoltre, siccome in questa foto non si riesce a capire con esattezza chi siano i due personaggi che si baciano dato che hanno il viso parzialmente coperto, per molto tempo coppie di persone si sono presentate alla redazione del Life rivendicando di essere loro i protagonisti del bacio. Almeno tre uomini e due donne divennero famosi nel corso della storia come i protagonisti del bacio, ma nel 2012, dopo molte bufale, studi più o meno campati in aria e controlli sulle altre foto scattate, pare che finalmente si sappia in definitiva chi fossero i due nella foto: tali George Mendonça e Greta Zimmer Friedman, in realtà nemmeno un'infermiera, ma un'igienista dentale.

### Eyes of Hate
Un altro celebre scatto di Eisenstaedt fu una foto di Joseph Goebbels (ministro della propaganda del Terzo Reich) nel Carlton Hotel di Ginevra. Il fotografo stava documentando la Conferenza per il Disarmo della Società delle Nazioni (1932-1934) quando vide Goebbels seduto ad un tavolino pieghevole nel giardino dell'hotel. Eisenstaedt scattò tre foto, una da lontano, e due da vicino. Tuttavia, prima dell'ultima foto Goebbels venne a sapere della sua origine ebrea, permettendo al fotografo di catturare gli "occhi dell'odio" del ministro nazista.
A partire dal 1999 è stato istituito il premio fotografico "Alfred Eisenstaedt Awards for Magazine Photography" è stato amministrato dalla facoltà di giornalismo della Columbia University.